# Kormosfejű daru
A kormosfejű daru (Grus nigricollis) a madarak osztályának a darualakúak (Gruiformes) rendjébe, azon belül a darufélék (Gruidae) családjába tartozó faj.

## Rendszerezése
A fajt Nikolai Przhevalsky orosz tábornok és utazó írta le 1876-ban.

## Előfordulása
A legfőbb költési területe a Tibeti-fennsík. Egy kisebb populációja az Indiához tartozó Ladakban is költ.
A telet Bhután és Kína mélyebben fekvő területein tölti. Olykor kóborlóként megjelenhet India, Nepál és Vietnám területén is.
Természetes élőhelyei a mocsarak, tavak, folyók és patakok környéke, valamint szántóföldek. Magassági vonuló.

## Megjelenése
Testhossza  115 centiméter, szárnyfesztávolsága 180–200 centiméter, testtömege pedig 5350–7000 gramm. Fejük kormos-fekete, egy piros foltot kivéve a homlokán.
|  |

## Életmódja
Tápláléka gyökerekből, gumókból, rovarokból, csigákból, garnélákból, halakból, békákból, kismadarakból és rágcsálókból áll. Kinyújtott nyakkal és lábbakkal repülnek.

## Természetvédelmi helyzete
Az elterjedési területe nagy, egyedszáma 6600-6800 példány közötti, viszont stabil. A Természetvédelmi Világszövetség Vörös listáján mérsékelten fenyegetett fajként szerepel.